# Ꚍ
Ꚍ, ꚍ (w Unikodzie nazywana twe) – litera rozszerzonej cyrylicy, wykorzystywana w języku języku abchaskim do oznaczenia dźwięku [tʷ], tj. labializowanej spółgłoski zwartej dziąsłowej bezdźwięcznej. Odpowiada używanemu współcześnie dwuznakowi Ҭә. Powstała w wyniku modyfikacji litery Т.

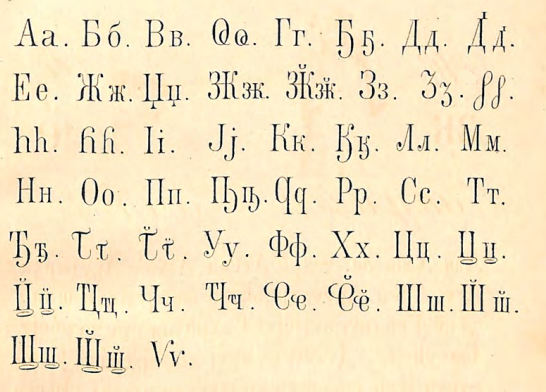
Alfabet abchaski z 1892 r.

## Kodowanie
| Znak                   | Ꚍ                           | Ꚍ                           | ꚍ                         | ꚍ                         |
| ---------------------- | --------------------------- | --------------------------- | ------------------------- | ------------------------- |
| Nazwa w Unikodzie      | Cyrillic Capital Letter Twe | Cyrillic Capital Letter Twe | Cyrillic Small Letter Twe | Cyrillic Small Letter Twe |
| Kodowanie              | dziesiątkowo                | szesnastkowo                | dziesiątkowo              | szesnastkowo              |
| Unicode                | 42636                       | U+A68C                      | 42637                     | U+A68D                    |
| UTF-8                  | 234 154 140                 | ea 9a 8c                    | 234 154 141               | ea 9a 8d                  |
| Odwołania znakowe SGML | &#42636;                    | &#xA68C;                    | &#42637;                  | &#xA68D;                  |